# Берилій-8
Берилій-8 (8Be, Be-8) — дуже нестійкий радіонуклід із 4 нейтронами та 4 протонами. Він розпадається на дві альфа-частинки з періодом піврозпаду порядку 8,19 × 10−17 секунд. Його нестійкість має важливі наслідки для зоряного нуклеосинтезу, оскільки створює вузьке місце у синтезі важчих хімічних елементів. Протилежним фактором, який полегшує перебіг потрійного альфа-процесу, дещо компенсуючи нестійкість 8Be, є резонансний збуджений стан вуглецю-12, теоретично передбачений Фредом Гойлом на основі спостережуваного зоряного нуклеосинтезу. Властивості 8Be також призвели до гіпотез щодо тонкої настройки Всесвіту та теоретичних досліджень уявних світів зі стійким 8Be.

## Відкриття
Берилій-8 відкрили незабаром після будівництва першого прискорювача елементарних частинок у 1932 році. Фізики Джон Кокрофт і Ернест Волтон в Кавендіській лабораторії в Кембриджі опромінювали протонами ядро літію-7. Вони повідомили, що це створювало ядро з масою A = 8, яке майже миттєво розпадалось на дві альфа-частинки.

## Властивості

Потрійний альфа-процес

Берилій-8 має надлишок енергії 92 кеВ у порівнянні з двома альфа-частинками (ядрами гелію-4), тому розпад берилію-8 на дві альфа-частинки є енергетично вигідним, а синтез 8Be з двох ядер 4He є ендотермічним. Розпаду 8Be сприяє структура ядра 8Be: воно сильно деформоване і вважається молекулоподібним скупченням двох альфа-частинок, які дуже легко розділити. Однак ця система з двох α-частинок, щоб розділитись, має подолати невисокий енергетичний бар'єру, що дозволяє їй існувати протягом нетривалого часу, — період напіврозпаду 8Be становить 8,19 × 10−17секунд.
8Be має кілька збуджених станів. Це також короткоживучі резонанси, що мають ширину до кількох МеВ і різні ізоспіни, які швидко розпадаються до основного стану або на дві альфа-частинки.

## Роль у зоряному нуклеосинтезі
У зоряному нуклеосинтезі два ядра гелію-4 можуть зіштовхнутися і злитися в одне ядро берилію-8, але той дуже швидко розпадається назад на два ядра гелію-4. Це створює вузьке місце в первинному нуклеосинтезі та зоряному нуклеосинтезі, перешкоджаючи утворенню важких елементів у першому та обмежуючи їх утворення у другому процесі. Якщо берилій-8 встигає зіштовхнутись з ядром гелію-4 до того, як розпадеться, то вони можуть злитися в ядро вуглецю-12. Цю реакцію вперше незалежно запропонували Епік і Солпітер на початку 1950-х років.
Домінантною реакцією утворення 12C і важчих елементів є потрійний альфа-процес, швидкість якого обмежена коротким часом життя 8Be. Однак, якби час життя 8Be був взагалі нульовим, то потрійний альфа-процес, виявлявся б не послідовністю двох двохчастинкових процесів, а трьохчастинковою реакцією, і був би зовсім малоймовірним. Ще однією перешкодою на шляху до утворення 12C є те, що зіткнення між 8Be і 4He найчастіше розбиває систему на альфа-частинки, а не спричиняє синтез 12C.
Оскільки з розрахунків виходило, що швидкість потрійного альфа-процесу менша, ніж необхідна для пояснення зоряного нуклеосинтезу, Фред Гойл у 1954 році постулював існування резонансу вуглецю-12 в області енергій зоряного потрійного альфа-процесу, що мало підвищити швидкість утворення вуглецю-12, попри надзвичайно короткий період напіврозпаду берилію-8. Існування цього резонансу (так званий «стан Гойла») справді було підтверджено експериментально незабаром після цього теоретичного передбачення. Це передбачення Гойла тепер використовується як аргумент на користь антропного принципу та гіпотези точно вивіреного Всесвіту.

## Гіпотетичні всесвіти зі стабільним8Be
Оскільки берилій-8 не зв'язаний лише на 92 кеВ, існує теорія, що дуже невеликі зміни в ядерному потенціалі та точне налаштування певних констант (таких як α, константа тонкої структури) можуть достатньо збільшити енергію зв'язку 8Be, щоб запобігти його альфа-розпаду, і зробити його стабільним. Теоретично досліджувались гіпотетичні інші всесвіти з іншими фундаментальними константами, у яких 8Be є стабільним. Ці дослідження показали, що зникнення спричиненого 8Be вузького місця в нуклеосинтезі призводить до зовсім іншого сценарію потрійного альфа-процесу та змінює кількість важких елементів у Всесвіті. Оскільки первинний нуклеосинтез під час Великого вибуху відбувся лише протягом короткого періоду часу, вважається, що не було б істотної різниці у виробництві вуглецю, навіть якби 8Be був стабільним. Однак стабільний 8Be уможливить альтернативні шляхи реакції при горінні гелію (такі як 8Be + 4He і 8Be + 8Be, утворюючи фазу «горіння берилію») і, можливо, вплине на кількість результуючих 12C, 16O і важчих ядер, хоча 1H і 4He залишаться найпоширенішими нуклідами. Це також вплине на еволюцію зір через більш ранній початок і вищу швидкість горіння гелію (і горіння берилію).